# Verbiesles
 Verbiesles  ist eine französische Gemeinde mit 319 Einwohnern (Stand 1. Januar 2022) im Département Haute-Marne in der Region Grand Est. Sie gehört zum Arrondissement Chaumont und zum Kanton Chaumont-3. Die Bewohner werden Verbieslois und Verbiesloises genannt.

## Geografie
Die Gemeinde Verbiesles liegt an der Marne und dem parallel verlaufenden Marne-Saône-Kanal, vier Kilometer südöstlich der Arrondissements-Hauptstadt Chaumont. Der Marne-Saône-Kanal überquert hier die Marne auf einer Kanalbrücke. Umgeben wird Verbiesles von den Nachbargemeinden Chamarandes-Choignes im Norden, Laville-aux-Bois im Nordosten, Luzy-sur-Marne im Süden, Neuilly-sur-Suize im Südwesten sowie Chaumont im Westen.

## Bevölkerungsentwicklung
| Jahr      | 1962 | 1968 | 1975 | 1982 | 1990 | 1999 | 2007 | 2019 |
| Einwohner | 147  | 152  | 169  | 281  | 328  | 318  | 288  | 342  |

## Sehenswürdigkeiten
- Kirche Mariä Geburt
- Brücke über die Marne, erbaut nach 1731 und 1821 restauriert, seit 1996 als Monument historique eingeschrieben
- Ehemaliges Waschhaus (Lavoir)
- Schlossanlage Le Val-des-Écoliers mit Kapelle und Taubenturm, Eingangstor seit 1926 als Monument historique eingeschrieben

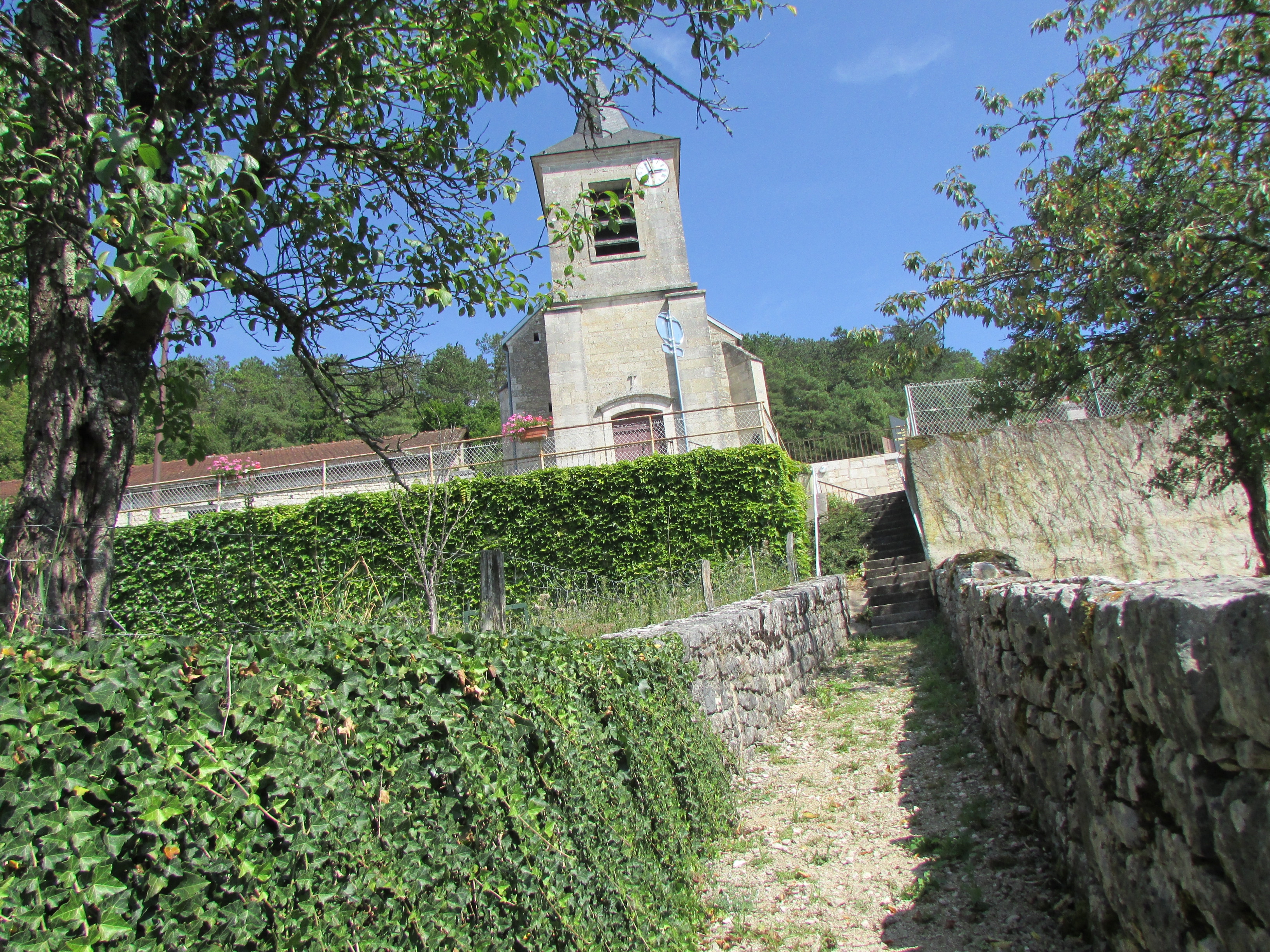
Kirche Mariä Geburt
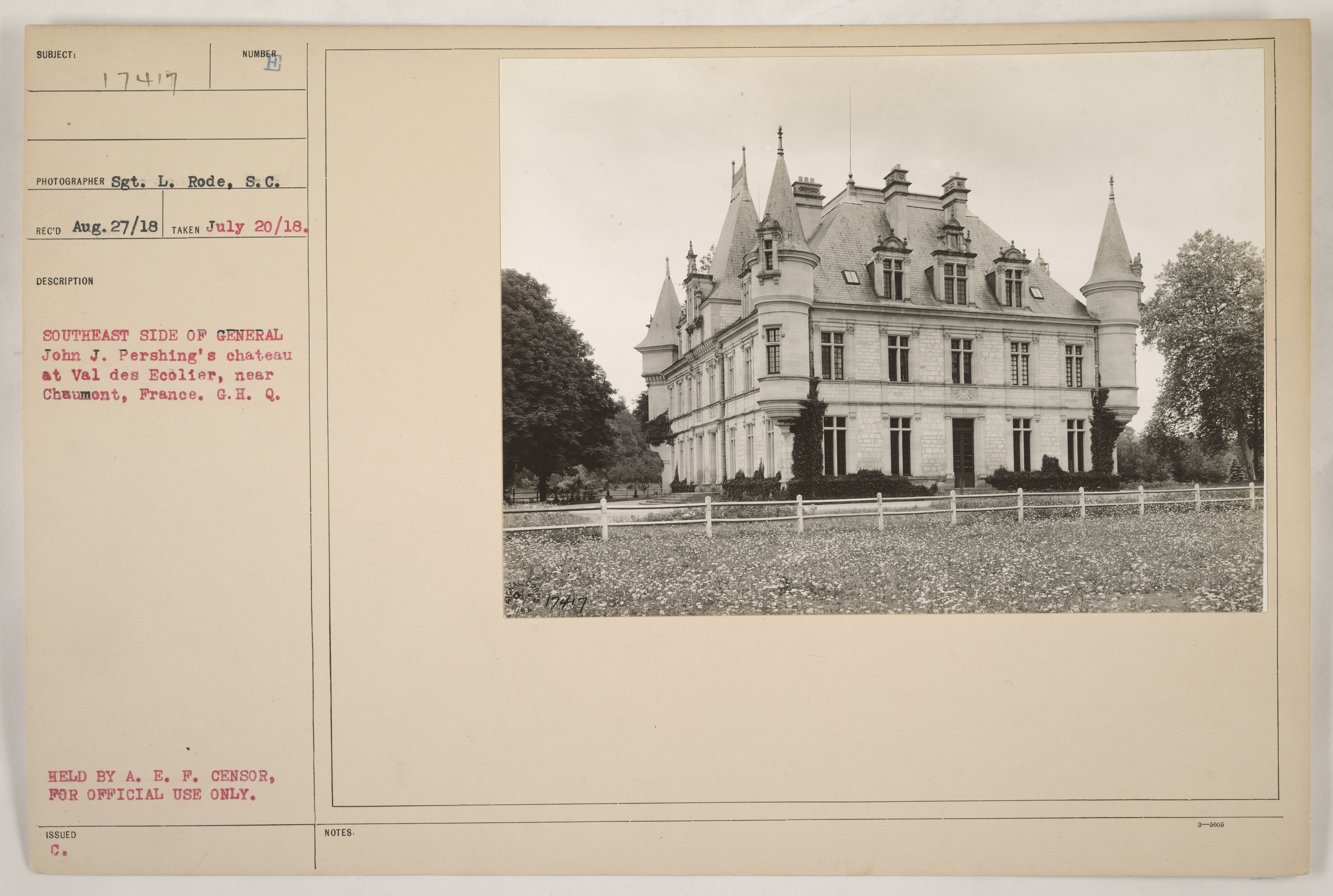
Altes Foto des Schlosses Val des Écoliers
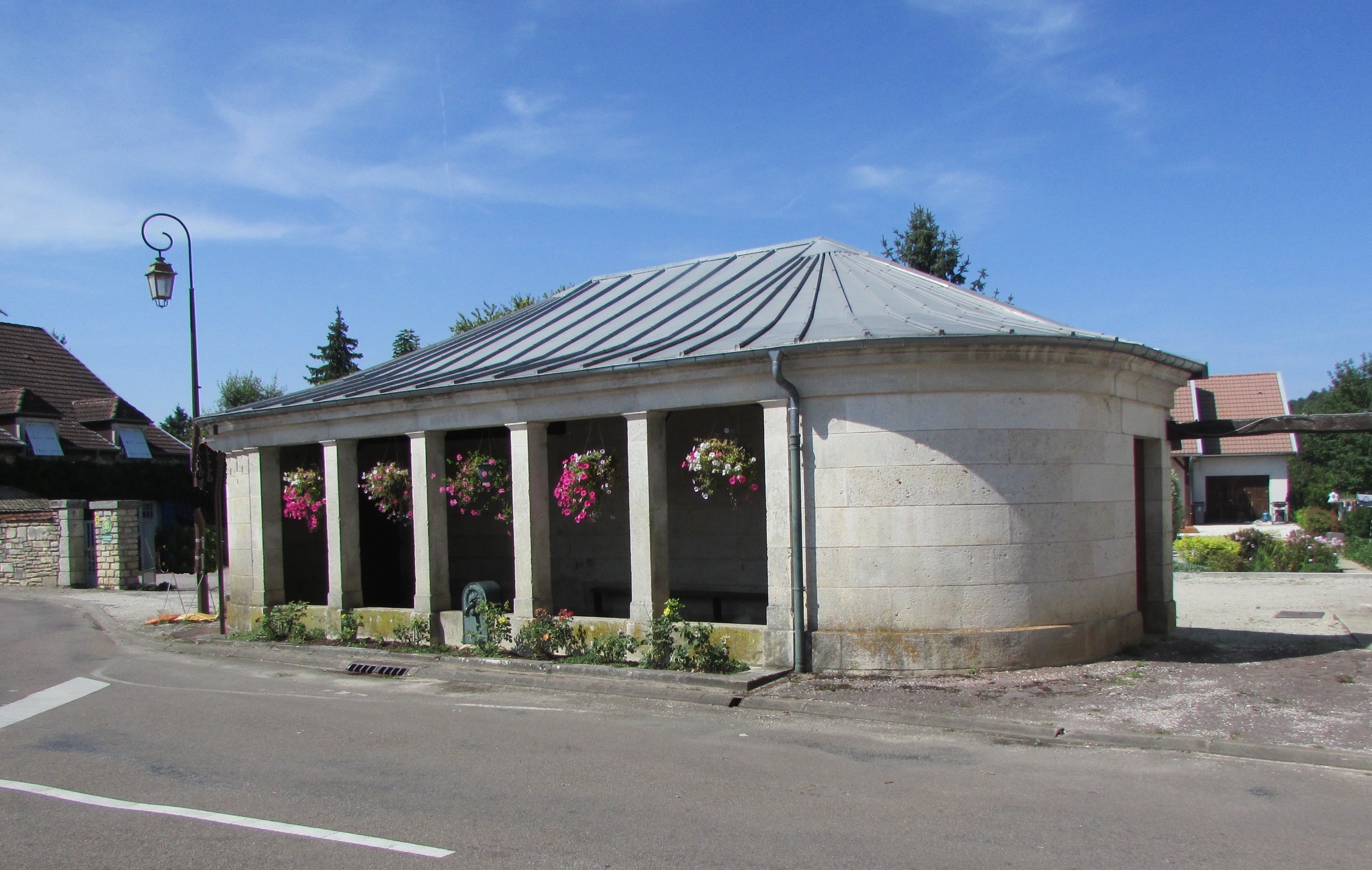
Ehemaliges Waschhaus